# Trigonura sphenopterae
Trigonura sphenopterae är en stekelart som beskrevs av Nikol'skaya 1960. Trigonura sphenopterae ingår i släktet Trigonura och familjen bredlårsteklar. Inga underarter finns listade i Catalogue of Life.